# SPD Mecklenburg-Vorpommern
Die SPD Mecklenburg-Vorpommern ist der Landesverband der SPD in Mecklenburg-Vorpommern. Sie stellt die stärkste Fraktion im Landtag Mecklenburg-Vorpommern und führt die Landesregierung aus SPD und Die Linke Mecklenburg-Vorpommern. Landesvorsitzende ist seit dem 2. Juli 2017 Manuela Schwesig.

## Geschichte

### Die Sozialdemokratie in Mecklenburg und Vorpommern im Kaiserreich (1876–1918)
Der erste Parteitag für Mecklenburg-Schwerin, Mecklenburg-Strelitz und Lübeck fand 1892 statt. Bis 1907 mussten sämtliche Parteitage in Lübeck abgehalten werden, ehe 1908 der erste Landesparteitag in Rostock ausgerichtet werden durfte. Auch nach der Aufhebung des Sozialistengesetzes (1878–1890) blieb fast bis zur Jahrhundertwende ein mecklenburgisches Ausnahmegesetz in Kraft. Aufgrund des Sozialistengesetzes musste auch die seit 1876 erscheinende erste sozialdemokratische Zeitung, die 1878 den Namen Mecklenburg-Pommerischer Arbeiter-Freund trug, eingestellt werden. 1895 erwarb die SPD die drei Jahre zuvor gegründete Mecklenburgische Volks-Zeitung (MVZ).
Trotz der repressiven Gesetzgebung, der überaus traditionellen Ständegesellschaft und der agrarischen Struktur wurde die SPD mit 38,2 Prozent der Stimmen stärkste Partei in Mecklenburg-Schwerin bei der Reichstagswahl 1898. In Mecklenburg-Strelitz war die SPD mit etwa 30 Prozent drittstärkste Kraft. In den städtischen Gebieten Rostock-Doberan und Schwerin-Wismar erhielt die SPD ab 1890 die Mehrheit der Stimmen.

### Die SPD in der Weimarer Republik (1918–1933)

Johannes Stelling, Ministerpräsident des Freistaates Mecklenburg-Schwerin 1921–1924

Im Freistaat Mecklenburg-Schwerin avancierten die Sozialdemokraten zur staatstragenden Partei. Johannes Stelling war von 1921 bis 1924 Ministerpräsident, 1926–1929 hatte Paul Schröder dieses Amt inne.
Im Freistaat Mecklenburg-Strelitz stellte die SPD 1919 mit Hans Krüger von Januar bis Mitte Oktober 1919 und mit dem adligen Kurt von Reibnitz von 1919 bis 1923 sowie von 1928 bis 1931 mehrfach den Staatsminister (Ministerpräsident).

### Die Zeit des Nationalsozialismus (1933–1945)
Nach der Machtübernahme der Nationalsozialisten 1933 wurde am 14. Juli durch das Gesetz gegen die Neubildung von Parteien jede Betätigung von Parteien außer der NSDAP verboten, das Vermögen der SPD auf Grundlage des Gesetzes über die Einziehung volks- und staatsfeindlichen Vermögens eingezogen. Am selben Tag wurde mit dem Gesetz über den Widerruf von Einbürgerungen und die Aberkennung der deutschen Staatsangehörigkeit die Grundlage für Ausbürgerungen der ins Ausland Geflüchteten geschaffen. Zuvor waren am 7. Juli durch die Verordnung zur Sicherung der Staatsführung des Reichsinnenministers Wilhelm Frick sämtliche SPD-Abgeordnetenmandate im Reichstag, in den Landtagen und den Gemeindeparlamenten aufgehoben worden.

### Wiedergründung nach dem Krieg (1945/1946)
Bereits am 5. Juli 1945 wurde die SPD in Rostock wiedergegründet. Bis März 1946 hatte die SPD bereits 81.000 Mitglieder gegenüber rund 70.000 der KPD. Wilhelm Höcker wurde im Juni 1945 von der SMAD zum Präsidenten der Landesverwaltung Mecklenburg-Vorpommerns berufen. 1945/1946 wirkte Höcker als Landesvorsitzender der SPD Mecklenburgs.
In Rostock wurde der Sozialdemokrat Albert Schulz 1946 zunächst Oberbürgermeister, obwohl dieser die Vereinigung der SPD mit der KPD ablehnte. 1947 wurde er jedoch ohne Angabe von Gründen vom NKWD verhaftet und nach einem politischen Schauprozess als angeblicher Faschist zu zehn Jahren Zwangsarbeit verurteilt. Erneut ohne Angabe von Gründen wurde der in der Bevölkerung populäre Schulz nach vier Monaten entlassen und wieder als Oberbürgermeister eingesetzt. Im Sommer 1949 trat er zurück, da er nicht bereit war, Anweisungen aus Berlin umzusetzen, die den Interessen der Stadt zuwiderliefen.

### Zwangsvereinigung mit der KPD zur SED (1946)
Am 7. April 1946 wurde im Capitol Schwerin die SPD mit der KPD zur Sozialistischen Einheitspartei Deutschlands (SED) Mecklenburg-Vorpommerns vereinigt. Zwei Wochen später folgte die Vereinigung auf DDR-Ebene. Wilhelm Höcker gehörte zu den SPD-Mitgliedern, die eine Vereinigung mit der KPD befürworteten. Er wurde Spitzenkandidat der neugegründeten SED bei der letzten halbwegs freien Landtagswahl 1946 und Ministerpräsident von 1946 bis 1951.
Mit der Stalinisierung der SED ab 1948 setzte die Verfolgung ehemaliger Sozialdemokraten ein. Etwa 5000 wurden bis 1953 aus der Partei entfernt, rund 3.000 flüchteten bis 1950 nach Westdeutschland. Noch 1971 wurde Johannes Zimmer mit der Begründung sozialdemokratischer Tätigkeit aus der SED ausgeschlossen, ein Jahr später der Direktor der Rostocker Universitätsbibliothek, Alfred Eberlein, wegen ähnlicher Vorwürfe zu zehn Jahren Zuchthaus verurteilt.

### Neugründung in der DDR (1989/1990)

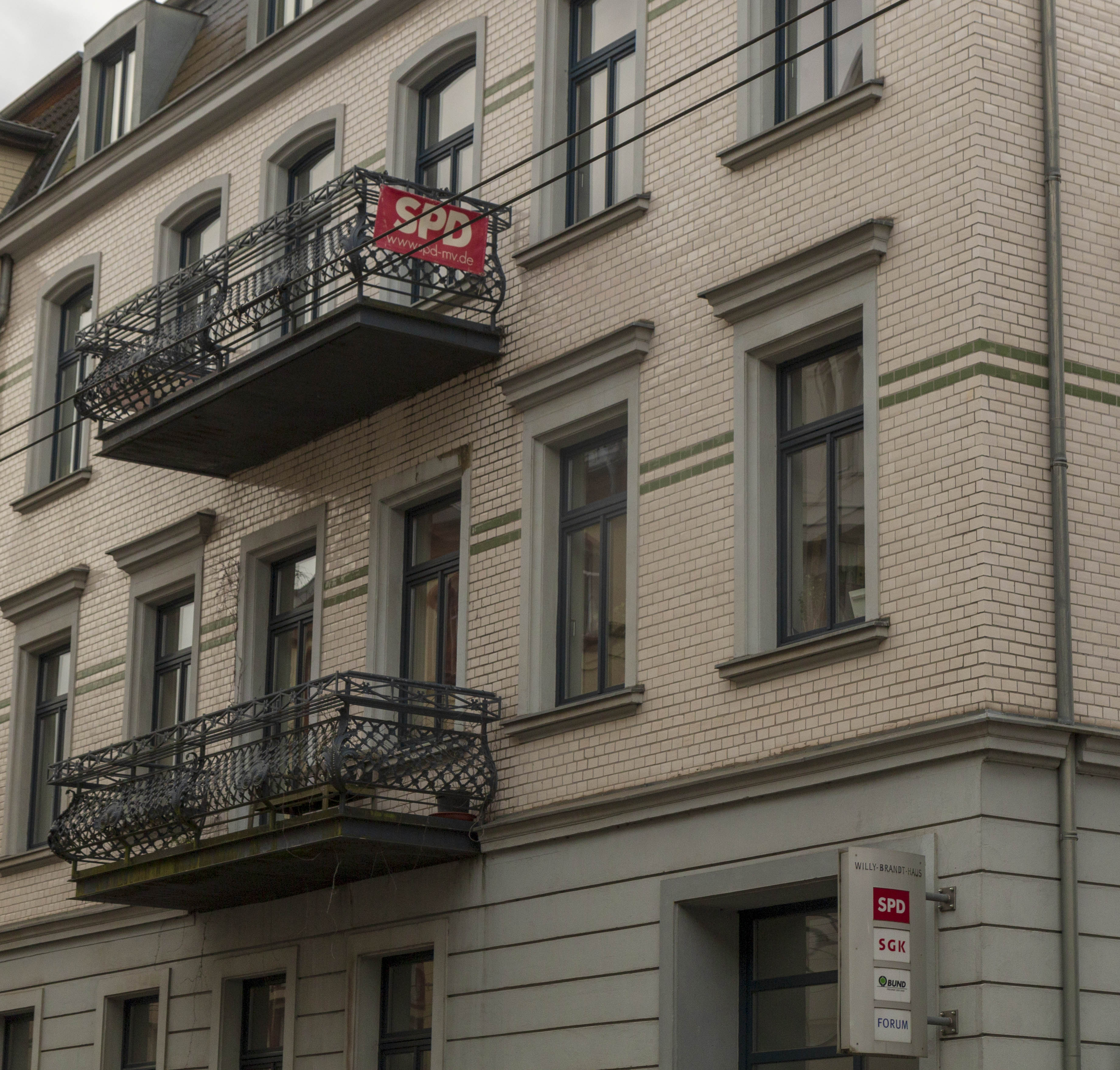
Landesgeschäftsstelle in Schwerin

Während der politischen Umbrüche im Herbst 1989 bildeten sich in der DDR neben den Bürgerbewegungen und aus diesen hervorgehend auch einige Parteien. Die erste, illegale und aufsehenerregende Parteigründung war die der Sozialdemokratischen Partei in der DDR (SDP) am 7. Oktober 1989, dem symbolträchtigen 40. Geburtstag der DDR. Aus dem späteren Mecklenburg-Vorpommern waren bei dem Gründungstreffen in Schwante bei Berlin der Schweriner Theologe Johannes Kwaschik, der Neubrandenburger Maschinenbauingenieur Arno Behrend, die Stralsunder Architektin Ursula Kaden sowie der Greifswalder Studentenpfarrer Arndt Noack, der eines der Vorstandsmitglieder wurde, beteiligt.
Ortsvereine der SDP entstanden am 26. Oktober 1989 in Greifswald, am 27. Oktober in Neubrandenburg, am 8. November in Rostock, am 17. November in Wismar und am 28. November 1989 in Schwerin. Vorsitzender des Ortsvereins, später des Bezirksverbands Rostock war Ingo Richter. Bei einem Besuch Willy Brandts in Rostock am 6. Dezember 1989 – dem ersten eines prominenten westdeutschen Sozialdemokraten in der DDR nach dem Fall der Mauer – kamen die Rostocker SDP und Brandt überein, dass sich die SDP in SPD umbenennen solle. Diesen Schritt vollzog eine landesweite Delegiertenkonferenz am 13. Januar 1990.
Der Landesverband der SPD in Mecklenburg-Vorpommern wurde wenige Tage vor der ersten und letzten freien Volkskammerwahl, am 9. März 1990 in Güstrow gegründet. Vorsitzender wurde Harald Ringstorff, der der Partei 13 Jahre lang vorstand.
In Greifswald gab die SDP vorübergehend die Zeitung Vorpommersche Rundschau heraus, in Rostock erschien von Februar bis September 1990 die Mecklenburgische Volks-Zeitung. Die Startauflage der bewusst an die sozialdemokratische Zeitung des 19. Jahrhunderts anknüpfenden achtseitigen Zeitung lag bei 100.000, sank aber bereits bis zum März auf 35.000. Letztlich konnten sich die mit viel Enthusiasmus, aber ohne professionelle Strukturen erstellten Zeitungen nicht gegen die etablierten, sich bis 1990 in Parteibesitz befindenden Tageszeitungen Ostsee-Zeitung, Schweriner Volkszeitung, Freie Erde (alle SED) und Norddeutsche Neueste Nachrichten (NDPD) durchsetzen.

### Oppositionspartei nach den ersten freien Wahlen (1990–1994)
Anders als die SED-Nachfolgepartei PDS, die ehemalige Blockpartei CDU (der sich auch die Demokratische Bauernpartei Deutschlands anschloss) und die FDP, die mit den beiden Blockparteien LDPD und NDPD fusionierte, konnten die Sozialdemokraten nicht auf das Vermögen, die Infrastruktur sowie die Mitglieder der alten DDR-Parteien zurückgreifen. In Kombination mit der fehlenden Parteibindung in Ostdeutschland nach dem Zusammenbruch der DDR, der massiven Wahlunterstützung der schwarz-gelben Bonner Koalition im Osten bei gleichzeitiger vereinigungskritischer Grundhaltung der westdeutschen SPD-Spitze um Kanzlerkandidat Oskar Lafontaine führte dazu, dass die SPD bei den Wahlen des Jahres 1990 deutlich hinter der CDU zurückblieb.
Noch Anfang März 1990 schien alles auf einen sicheren Sieg der SPD bei der Volkskammerwahl am 18. März hinzudeuten, in Wahlumfragen lag die Partei deutlich vor der CDU-geführten Allianz für Deutschland. Am Wahlabend lag der Stimmanteil der SPD jedoch bei nur 21,9 Prozent gegenüber 40,8 Prozent der Allianz. In den drei Nordbezirken schnitten die Sozialdemokraten im Schnitt unwesentlich besser ab und erzielten 25,4 Prozent im Bezirk Schwerin, 24,8 Prozent im Bezirk Rostock und 21,2 Prozent im Bezirk Neubrandenburg.
Auch bei der ersten Landtagswahl am 14. Oktober 1990 blieb die SPD mit 27,0 Prozent deutlich hinter der CDU mit 38,3 Prozent. Allerdings ermöglichte erst der Parteiübertritt eines sozialdemokratischen Abgeordneten zur CDU die schwarz-gelbe Koalition in Schwerin. Nach Auszählung der Stimmen hatte es ein Patt von 33 zu 33 Sitzen zwischen CDU und FDP auf der einen und SPD sowie PDS auf der anderen Seite gegeben. Für die SPD trat der „West-Import“ und Justizminister in Schleswig-Holstein, Klaus Klingner, als Spitzenkandidat an. Nach der Wahl blieb er in seinem Amt in Kiel. Auch der Einzug der Bürgerbewegung in den Landtag hätte die CDU/FDP-Regierung unmöglich gemacht. Die Grünen, das Bündnis 90 sowie das Neue Forum erzielten zusammen 9,3 Prozent der Stimmen, da sie aber in drei getrennten Wahllisten antraten, scheiterten alle jeweils an der Sperrklausel.

### Juniorpartner in einer großen Koalition (1994–1998)

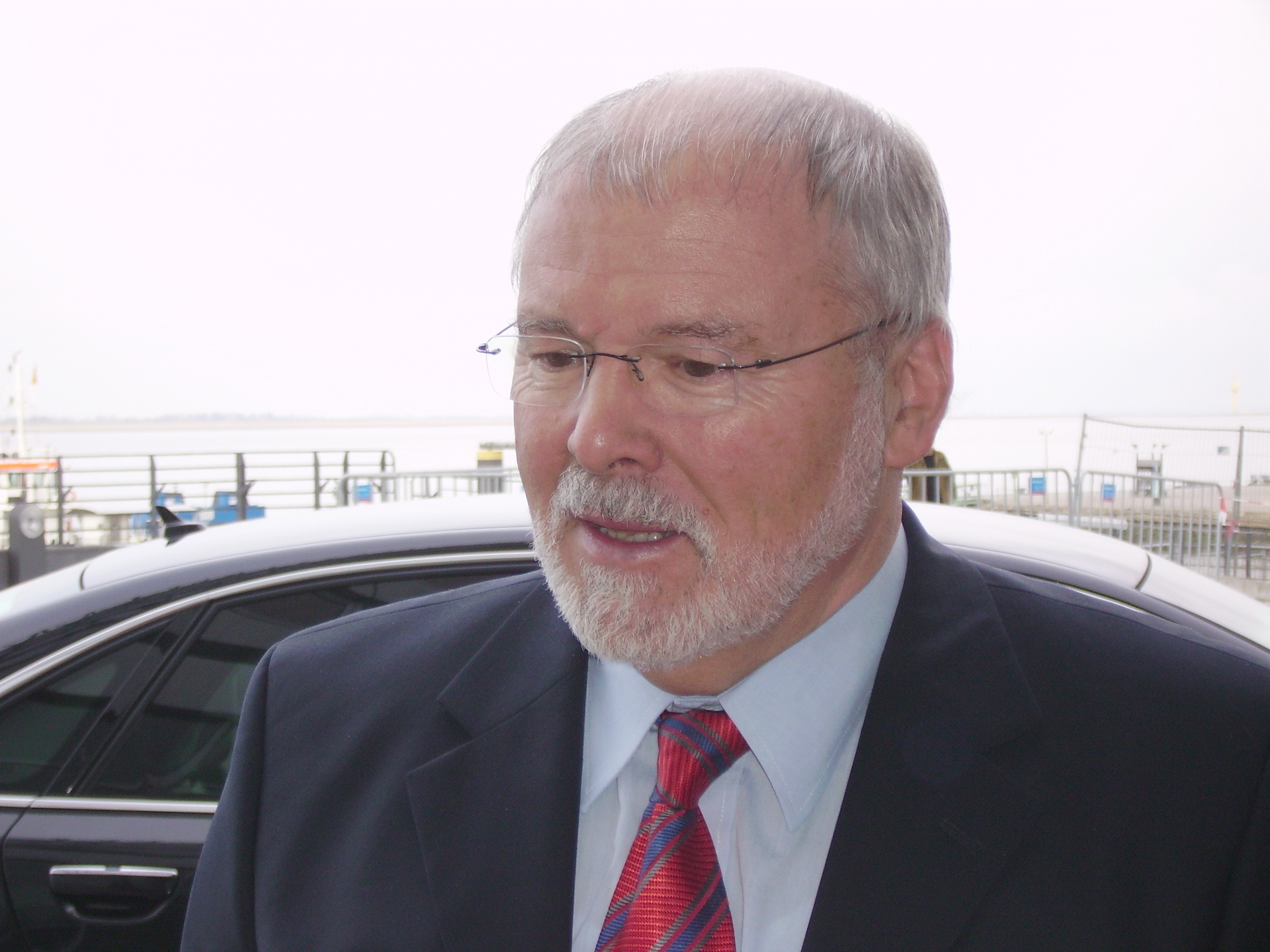
Harald Ringstorff (2008), Ministerpräsident von Mecklenburg-Vorpommern 1998–2008

Bei der Landtagswahl 1994 steigerte sich die SPD leicht auf 29,5 Prozent. Da die FDP deutlich den Wiedereinzug in das Parlament verpasste und die Bündnisgrünen erneut scheiterten, wurden die Sozialdemokraten Juniorpartner in einer Großen Koalition unter Berndt Seite (Kabinett Seite II). Zuvor hatte Ringstorff offen mit der ersten rot-roten Koalition unter seiner Führung geliebäugelt.

### Rot-rote Koalition (1998–2006)
Zu dieser Premiere in der Bundesrepublik kam es vier Jahre später nach der Landtagswahl 1998, bei der die SPD stärkste Kraft geworden war. Die bundesweit erste Landesregierung unter Beteiligung der PDS unter Harald Ringstorff löste bundesweit heftige Diskussionen aus. Diese Koalition hatte acht Jahre Bestand (Kabinett Ringstorff I und Kabinett Ringstorff II).
In die Zeit der rot-roten Koalition fiel die Übergabe des Landesvorsitzes von Harald Ringstorff an Till Backhaus im Jahr 2003.

### Rot-schwarze Koalition (2006–2021)
Nach der Landtagswahl 2006 wechselte der Koalitionspartner. Bis 2021 regierte die SPD mit der CDU in einer rot-schwarzen Koalition (Kabinett Ringstorff III, Kabinett Sellering I, Kabinett Sellering II, Kabinett Sellering III und Kabinett Schwesig I), bis 2016 als Große Koalition.
2007 wurde Erwin Sellering dritter Landesvorsitzender der SPD in Mecklenburg-Vorpommern. 2008 trat Harald Ringstorff als Ministerpräsident zurück, seine Nachfolge übernahm Erwin Sellering. 2017 wurde Manuela Schwesig zur Landesvorsitzenden und Ministerpräsidentin gewählt, nachdem Sellering aus gesundheitlichen Gründen seine Ämter als Landesvorsitzender und Ministerpräsident niedergelegt hatte.

### Wiederauflage der rot-roten Koalition (seit 2021)
Nach der Landtagswahl 2021 wechselte der Koalitionspartner. Seitdem regiert die SPD mit der Linkspartei in einer rot-roten Koalition (Kabinett Schwesig II).

## Mitgliederentwicklung
| Jahr | Mitgliederzahlen |
| ---- | ---------------- |
| 1990 | 1.900            |
| 1995 | 3.400            |
| 2000 | 3.400            |
| 2003 | 3.300            |
| 2006 | 3.000            |
| 2008 | 2.794            |
| 2014 | 2.767            |
| 2022 | 2.972            |

## Vorsitzende der Landespartei
| Jahre     | Vorsitzender      |
| --------- | ----------------- |
| 1990–2003 | Harald Ringstorff |
| 2003–2007 | Till Backhaus     |
| 2007–2017 | Erwin Sellering   |
| seit 2017 | Manuela Schwesig  |

### Spitzenkandidaten
| Wahl | Spitzenkandidat   |
| 1990 | Klaus Klingner    |
| 1994 | Harald Ringstorff |
| 1998 | Harald Ringstorff |
| 2002 | Harald Ringstorff |
| 2006 | Harald Ringstorff |
| 2011 | Erwin Sellering   |
| 2016 | Erwin Sellering   |
| 2021 | Manuela Schwesig  |

## Organisation
Der Landesverband der SPD in Mecklenburg-Vorpommern gliedert sich in 8 Kreisverbände, die sich mit den Landkreisen und kreisfreien Städte des Landes decken. Die Kreisverbände wiederum gliedern sich insgesamt in aktuell 89 Ortsvereine, welche die unterste Gliederung der Partei darstellen.
Auf Landesebene sind des Weiteren folgende Arbeitsgemeinschaften aktiv:
- Jusos
- Arbeitsgemeinschaft für Arbeit
- Arbeitsgemeinschaft für Bildung
- Arbeitsgemeinschaft 60 plus
- Arbeitsgemeinschaft sozialdemokratischer Frauen
- Arbeitsgemeinschaft der Sozialdemokratinnen und Sozialdemokraten im Gesundheitswesen
- Arbeitsgemeinschaft sozialdemokratischer Juristinnen und Juristen
- SPDqueer – Arbeitsgemeinschaft der SPD für Akzeptanz und Gleichstellung
- Arbeitsgemeinschaft SelbstAktiv
- Arbeitsgemeinschaft Selbständige in der SPD

## Parlamentarische Arbeit

### Landesgruppe im Deutschen Bundestag

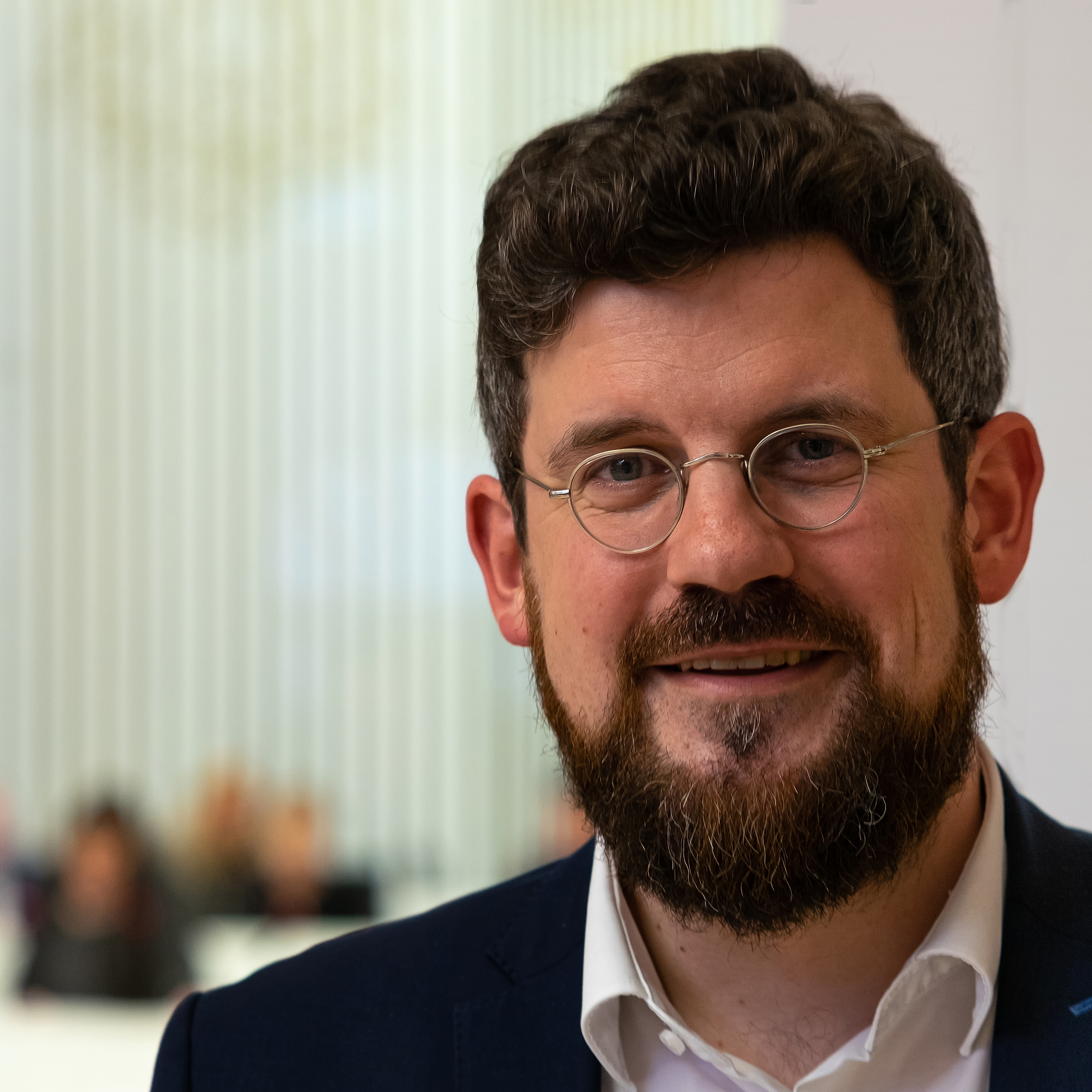
Julian Barlen, Fraktionsvorsitzender im Landtag

| Abgeordneter         | Wahlkreis                                                                                 |
| -------------------- | ----------------------------------------------------------------------------------------- |
| Anna Kassautzki      | Bundestagswahlkreis Vorpommern-Rügen – Vorpommern-Greifswald I                            |
| Reem Alabali-Radovan | Bundestagswahlkreis Schwerin - Ludwigslust-Parchim I - Nordwestmecklenburg I              |
| Katrin Zschau        | Bundestagswahlkreis Rostock – Landkreis Rostock II                                        |
| Johannes Arlt        | Bundestagswahlkreis Mecklenburgische Seenplatte II – Landkreis Rostock III                |
| Erik von Malottki    | Bundestagswahlkreis Mecklenburgische Seenplatte I - Vorpommern-Greifswald II              |
| Frank Junge          | Bundestagswahlkreis Ludwigslust-Parchim II – Nordwestmecklenburg II – Landkreis Rostock I |

### Fraktion im Landtag der 8. Wahlperiode
siehe Liste der Mitglieder des Landtages Mecklenburg-Vorpommern (8. Wahlperiode)